# Norma DIN

Logo del Deutsches Institut für Normung

Una norma DIN è una norma tecnica emanata dal Deutsches Institut für Normung tedesco. La normazione è tecnica e non di legge, significa che non vi è un obbligo di applicazione, di base sono normazione privata con carattere di raccomandazione („private Regelwerke mit Empfehlungscharakter“). Appartengono allo stato dell'arte, e contribuiscono esse stesse allo stato dell'arte.

## Esempi di norme DIN
- DIN 476 Formato carta (dal 2002 parte della DIN EN ISO 216)
- DIN 1301 Sistema internazionale di unità di misura
- DIN 1505 Regeln für die alphabetische Katalogisierung
- DIN 5008 Formato data

## Designazione delle norme DIN
Le norme DIN possono essere solo nazionali, europee EN o internazionali ISO.
Attraverso il numero si evince l'origine.
- DIN: (esempio DIN 33430) norma DIN, solo nazionale.
- DIN EN: (esempio DIN EN 14719) norma sovranazionale Norma Europea (EN). Acquisita dai membri del Comitato europeo di normazione (CEN) e dal Comitato europeo di normazione elettrotecnica (CENELEC).
- DIN EN IEC: (esempio DIN EN IEC 61265) norma sovranazionale della International Electrotechnical Commission (IEC).
- DIN EN ISO: (esempio DIN EN ISO 9921) norma sovranazionale della Organizzazione internazionale per la normazione (ISO).
- DIN EN ISO/IEC: (esempio DIN EN ISO/IEC 7810) norma sovranazionale, DIN EN e origine ISO/IEC.
- DIN IEC: (esempio DIN IEC 60912) norma sovranazionale della International Electrotechnical Commission (IEC).
- DIN ISO: (esempio DIN ISO 10002) norma sovranazionale ISO.
- DIN ISO/IEC: (esempio DIN ISO/IEC 27009) norma sovranazionale ISO/IEC.
- DIN CEN/TS bzw. DIN CLC/TS: (esempio DIN CLC/TS 50459-1) norma con specifiche tecniche europee.
- DIN ISO/TS: (esempio DIN ISO/TS 22002-1) norma con specifiche tecniche internazionali.
- DIN CWA: (esempio DIN CWA 14248) norma nazionale con regole CEN- o CENELEC Workshop Agreements.
- DIN VDE: In ambito elettrotecnica, elettronica e informatica DIN e Verband der Elektrotechnik, Elektronik und Informationstechnik (VDE) attraverso la Deutsche Kommission Elektrotechnik Elektronik Informationstechnik (DKE).
- DIN SPEC: Specifiche senza una vera normazione approfondita.

Le norme DIN hanno una numerazione non univoca dopo il „DIN“, ad esempio: 
- DIN 1 Kegelstifte.
- DIN EN ISO 1 Referenztemperatur für geometrische Produktspezifikation und -prüfung.

La designazione della norma è complessiva delle lettere e del numero a lato.
Normenteil è il volume segnato con un trattino e il numero (Teil 1 della DIN EN 3 è DIN EN 3-1), o segnato esteso „Teil 1“ o „T. 1“ o anche pagina „Blatt“ e „Normblatt“.
La Ausgabedatum data di emissione dopo i due punti, esempio DIN 1301–1:2002–10, ottobre 2002.